# CR新海物語
『CR新海物語』（シーアールしんうみものがたり、英: New Sea Story）は、2002年11月に三洋物産から発売されたデジパチタイプのパチンコ。
本項目では後継機種の『CR新海物語スペシャル』についても併せて解説する。

## シリーズ
『CR新海物語』の後継機として以下の機種が発売され、シリーズ化されている。
CR新海物語 With アグネス・ラム
2010年11月5日発売。アグネス・ラムとのタイアップ機。3モードが搭載された。
PA新海物語
2022年8月22日発売。突然時短が初めて搭載された。
e新海物語349
2023年10月2日発売。シリーズ初のスマートパチンコ。

## 機種一覧
| 名称                    | 発売           |
| ----------------------- | -------------- |
| CR新海物語 M27          | 2002年11月     |
| CR新海物語 M56          | 2003年7月      |
| CR新海物語 L52          | 2003年7月      |
| CR新海物語 M57          | 2003年11月     |
| CR新海物語 M58          | 2004年5月      |
| CR新海物語 M8Z          | 2004年7月      |
| CR新海物語 M6Z          | 2004年7月      |
| CR新海物語 M5Z          | 2004年7月      |
| CR新海物語スペシャル M8 | 2004年10月26日 |
| CR新海物語スペシャル M6 | 2004年10月26日 |
| CR新海物語スペシャル M5 | 2004年10月26日 |

## 概要
本作品は『海物語』の後継機として発売された。前作では画面は全てドットで描かれていたが、本作は図柄が2Dで、背景が3Dで描かれている。最初に登場したのが『CR新海物語 M27』である。この機種は、高確率時の通常大当たり終了後に100回転の時短が付くという、いわゆるハーフスペック機であり、前機種『海物語』の人気を引き継ぎ大ヒットとなった。その後、2003年6月に『CR新海物語 M56』が発表された。この機種は全ての通常大当たり終了後に100回転の時短が付くフルスペック機である。その後、2004年5月にはスペックはそのままにし、盤面デザイン等を変更した『Zシリーズ』が、同年10月には液晶画面がワイドに拡大し、サムのバストアップのフィギュアを据えた『CR新海物語スペシャル』が発表された。前作に搭載されていた波紋リーチが削除され、新たに黒潮リーチが搭載された。このリーチ演出は後の機種にも継承された。多数のプレミアム演出が追加された。

## 図柄
- 1. タコ
- 2. ハリセンボン
- 3. カメ
- 4. サメ
- 5. エビ
- 6. アンコウ
- 7. シュゴン
- 8. エンゼルフィッシュ
- 9. カニ
- 裏4. サメ

### 大当たり表示とラウンド数
| 型式 | SUPER LUCKY           | LUCKY                 |
| ---- | --------------------- | --------------------- |
| M27  | 15R確変               | 15R通常               |
| M57  | 15R確変               | 15R通常               |
| M5Z  | 15R確変               | 15R通常               |
| M56  | 15R確変               | 15R通常               |
| M8Z  | 15R確変               | 15R通常               |
| M6Z  | 15R確変               | 15R通常               |
| L52  | 15R確変               | 15R通常               |
| M58  | 15R（ST5回+時短95回） | 15R（ST5回+時短65回） |
| M8   | 15R確変               | 15R通常               |
| M6   | 15R確変               | 15R通常               |
| M5   | 15R確変               | 15R通常               |

## 予告演出
予告なし
リーチ成立直後に演出が起こらないこと。ノーマルリーチ発展濃厚となる。
泡予告
リーチ直後に画面下部から泡が発生する演出。スーパーリーチに発展する可能性がある。
魚群予告
リーチ成立直後に画面右側から魚群が通過する演出。期待度が高い演出であり、スーパーリーチ発展濃厚となる。ノーマルリーチに発展した場合は、法則崩れにより大当たり濃厚となる。確変中に発生して大当たりした場合は確変大当たり濃厚となる。

## リーチ演出
ノーマルリーチ
特に何も起こらないリーチ演出。期待度は低い。シングルリーチ及びダブルリーチのどちらからも発展する。通常時に半コマズレ停止をすると再始動が発生する可能性が高くなっている。
珊瑚礁リーチ
シングルリーチから発展し、画面下部から珊瑚礁が出現する演出。期待度は予告により変化する。
黒潮リーチ
シングルリーチから発展し、画面に黒潮が流れる演出。黒潮の中に海ガメやエイがいると期待度が高くなる。
マリンちゃんリーチ
ダブルリーチから発展し、画面上部からマリンが登場する演出。期待度は予告により変化する。

## プレミアム演出
赤魚群予告
赤魚群（実際には赤色と紫色が混ざったような魚群）が出現する演出。後述のサム系プレミアムに発展する。
サム系プレミアム
各スーパーリーチ中にサムが出現すれば奇数図柄での大当たりが濃厚となる。
マッスルリーチ
シングルリーチから発展する。珊瑚礁リーチが発生した際に、サムが画面下部から珊瑚礁を持ち上げて登場する。
ダイビングリーチ
シングルリーチから発展する。黒潮リーチが発生した際に、画面右側からサムが泳いで登場する。
ポージングリーチ
ダブルリーチから発展し、マリンの代わりにサムが画面上部から登場する。
枠外プレミアム
図柄が枠外で揃った場合、効果音の後図柄が枠内に移動し大当たりとなる演出。必ず発生する訳ではない。

## その他演出
再始動
リーチが外れた際に、中段図柄が再び動き出して大当たりになる演出。ダブルリーチで発生した場合は奇数図柄での大当たりとなる。
昇格スクロール
偶数図柄が揃った直後に図柄が高速に動き出して奇数図柄に昇格する演出。
マリンちゃん2段階
マリンちゃんリーチで偶数図柄が揃った直後、マリンが掛け声とともに中段図柄をビンタして再始動が起き、もう片方のリーチ図柄である奇数図柄揃いの大当たりになる演出。

## 大当たり・確変・時短
奇数図柄揃いの大当たりの場合は大当たりラウンド終了後に確変（次回大当たりまで）に突入する。初当たりが偶数図柄揃いの場合は大当たりの場合は、大当たりラウンド終了後は通常の変動に以降する。2回目以降の大当たりでの偶数図柄揃いの場合は、大当たりラウンド終了後に100回の時短に突入する。
『CR新海物語 M58』では、大当たりラウンド終了後は必ず5回のSTと時短（65回、95回）が付く。
『CR新海物語 M56』、『CR新海物語 M8Z』、『CR新海物語 M6Z』、『CR新海物語スペシャル M8』、『CR新海物語 M6』では、初当たりで偶数図柄が揃った場合でも大当たりラウンド終了後は時短に突入する。

## スペック

### CR新海物語（Zシリーズも含む）
| 型式                         | 型式                         | M27                               | M57                               | M5Z                               | M56                       | M8Z                       | M6Z                       | L52                               | M58                                                   |
| ---------------------------- | ---------------------------- | --------------------------------- | --------------------------------- | --------------------------------- | ------------------------- | ------------------------- | ------------------------- | --------------------------------- | ----------------------------------------------------- |
| 特賞種別                     | 特賞種別                     | デジパチ                          | デジパチ                          | デジパチ                          | デジパチ                  | デジパチ                  | デジパチ                  | デジパチ                          | デジパチ                                              |
| 大当たり確率                 | 通常時                       | 1/315.5                           | 1/315.5                           | 1/315.5                           | 1/350.5                   | 1/350.5                   | 1/338.5                   | 1/327.7                           | 1/229.75                                              |
| 大当たり確率                 | 高確率時                     | 1/63.1                            | 1/63.1                            | 1/63.1                            | 1/70.1                    | 1/70.1                    | 1/67.7                    | 1/65.5                            | 1/22.975                                              |
| タイプ                       | タイプ                       | ミドル                            | ミドル                            | ミドル                            | ミドル                    | ミドル                    | ミドル                    | ミドル                            | ミドル                                                |
| 賞球数                       | 賞球数                       | 4 & 15                            | 4 & 15                            | 4 & 15                            | 4 & 15                    | 4 & 15                    | 4 & 15                    | 4 & 15                            | 4 & 15                                                |
| ラウンド・カウント数         | ラウンド・カウント数         | 15R・9C                           | 15R・9C                           | 15R・9C                           | 15R・9C                   | 15R・9C                   | 15R・9C                   | 15R・10C                          | 15R・9C                                               |
| 大当たりシステム             | 大当たりシステム             | 確変ループ                        | 確変ループ                        | 確変ループ                        | 確変ループ                | 確変ループ                | 確変ループ                | 確変ループ                        | ST                                                    |
| 確変突入率                   | 確変突入率                   | 50/100（50%）                     | 50/100（50%）                     | 50/100（50%）                     | 50/100（50%）             | 50/100（50%）             | 50/100（50%）             | 50/100（50%）                     | 100/100（100%、ST5回）                                |
| 大当たりの内訳（始動口共通） | 大当たりの内訳（始動口共通） | 15R確変：50% 15R通常：50%         | 15R確変：50% 15R通常：50%         | 15R確変：50% 15R通常：50%         | 15R確変：50% 15R通常：50% | 15R確変：50% 15R通常：50% | 15R確変：50% 15R通常：50% | 15R確変：50% 15R通常：50%         | 15R（ST5回+時短95回）：50% 15R（ST5回+時短65回）：50% |
| リミット                     | リミット                     | なし                              | なし                              | なし                              | なし                      | なし                      | なし                      | なし                              | なし                                                  |
| 時短                         | 時短                         | 高確率時の通常大当たり終了後100回 | 高確率時の通常大当たり終了後100回 | 高確率時の通常大当たり終了後100回 | 通常大当たり終了後100回   | 通常大当たり終了後100回   | 通常大当たり終了後100回   | 高確率時の通常大当たり終了後100回 | ST終了後95回・65回                                    |

### CR新海物語スペシャル
| 型式                         | 型式                         | M8                        | M6                        | M5                                |
| ---------------------------- | ---------------------------- | ------------------------- | ------------------------- | --------------------------------- |
| 特賞種別                     | 特賞種別                     | デジパチ                  | デジパチ                  | デジパチ                          |
| 大当たり確率                 | 通常時                       | 1/350.5                   | 1/338.5                   | 1/315.5                           |
| 大当たり確率                 | 高確率時                     | 1/70.1                    | 1/67.7                    | 1/63.1                            |
| タイプ                       | タイプ                       | ミドル                    | ミドル                    | ミドル                            |
| 賞球数                       | 賞球数                       | 4 & 10 & 15               | 4 & 10 & 15               | 4 & 10 & 15                       |
| ラウンド・カウント数         | ラウンド・カウント数         | 15R・9C                   | 15R・9C                   | 15R・9C                           |
| 大当たりシステム             | 大当たりシステム             | 確変ループ                | 確変ループ                | 確変ループ                        |
| 確変突入率                   | 確変突入率                   | 50/100（50%）             | 50/100（50%）             | 50/100（50%）                     |
| 大当たりの内訳（始動口共通） | 大当たりの内訳（始動口共通） | 15R確変：50% 15R通常：50% | 15R確変：50% 15R通常：50% | 15R確変：50% 15R通常：50%         |
| リミット                     | リミット                     | なし                      | なし                      | なし                              |
| 時短                         | 時短                         | 通常大当たり終了後100回   | 通常大当たり終了後100回   | 高確率時の通常大当たり終了後100回 |

## コンシューマ移植
- パチパラシリーズ
  - 『三洋パチンコパラダイス8 〜新海物語〜』（2003年3月27日発売）に『CR新海物語M27』が収録
  - 『三洋パチンコパラダイス9 〜新海おかわりっ!〜』（2003年11月6日発売）に『CR新海物語M56』、『CR新海物語L52』が収録
  - 『三洋パチンコパラダイス11 〜新海とさらば銀玉の狼〜』（2005年2月24日発売）に『CR新海物語』M6Z、『CR新海物語M8Z』が収録